# Дряничкин, Михаил Ефимович
Михаи́л Ефи́мович Дря́ничкин (1909, село Чинчурино — 1945) — капитан Рабоче-крестьянской Красной Армии, участник Великой Отечественной войны, Герой Советского Союза (1945).

## Биография
Михаил Дряничкин родился 4 декабря 1909 года в селе Чинчурино (ныне — Тетюшский район Татарстана) в крестьянской семье. После окончания семи классов школы работал в сфере сельского хозяйства. В 1931—1933 годах проходил службу в Рабоче-крестьянской Красной Армии, окончил школу младших командиров. В 1935 году повторно был призван на службу. Участвовал в советско-финской войне. В 1940 году окончил политические курсы, в 1943 году — курсы «Выстрел». К январю 1945 года капитан Михаил Дряничкин командовал батальоном 904-го стрелкового полка 245-й стрелковой дивизии 59-й армии 1-го Украинского фронта. Отличился во время форсирования Одера.
31 января 1945 года батальон Дряничкина переправился через Одер к юго-востоку от польского города Кендзежин и захватил плацдарм на его западном берегу. Противник предпринял контратаку крупными силами, однако батальон успешно её отразил. В том бою Дряничкин получил тяжёлое ранение, от которого скончался в тот же день 1945 года. Похоронен в польском городе Катовице.
Указом Президиума Верховного Совета СССР от 10 апреля 1945 года капитан Михаил Дряничкин посмертно был удостоен высокого звания Героя Советского Союза. Также был награждён орденами Ленина и Александра Невского..